# Рябова, Людмила Ивановна
Людмила Ивановна Рябова (род. 1950) — советский и российский учёный и педагог в области неорганической химии, доктор физико-математических наук (1994), профессор (2012). Лауреат Премии Ленинского комсомола в области науки и техники (1983).

## Биография
Родилась 6 июля 1950 года в селе Красково Московской области. 
В 1999 по 1974 год обучалась на Физическом факультете МГУ, с 1975 по 1979 год обучалась в аспирантуре при этом факультете. С 1979 года на научно-педагогической работе в Лаборатории химии и физики полупроводниковых и сенсорных материалов кафедры неорганической химии Химического факультета МГУ в должностях: младший научный сотрудник, научный сотрудник, старший научный сотрудник и с 1997 года — ведущий научный сотрудник.
В 1979 году Л. И. Рябова защитила диссертацию на соискание учёной степени кандидат физико-математических наук по теме: «Исследование энергетического спектра сплавов Pb1-xSnxTe с примесью индия», в 1994 году — доктор физико-математических наук по теме: «Энергетические спектры и кинетические явления в твёрдых растворах на основе теллурида свинца и теллурида индия и их модификация примесями». В 1986 году приказом ВАК ей было присвоено учёное звание старший научный сотрудник , в 2012 году — профессор. 
Основная научная деятельность Л. И. Рябовой была связана с вопросами в области   примесной проводимости полупроводников и исследования фотоэлектрических, гальваномагнитных и оптических свойств полупроводников и наноструктур на их основе. Является автором более 226 статей в научных журналах, ей было выполнено около двадцати трёх научно-исследовательских работ, в том числе такие работы как: «Развитие неорганической химии как фундаментальной основы создания новых поколений функциональных и конструкционных материалов, включая нано- и биоматериалы», «Механизмы резистивных переключений в композитных структурах на основе фталоци-аниновых комплексов», «РТ — симметрия терагерцовой фотопроводимости в топологических изоляторах», «Ультратонкие полупроводниковые наноструктуры «ядро-оболочка» на основе коллоидных квазидвумерных наночастиц : синтез и оптические свойства». Член диссертационных советов Физического факультета МГУ и Факультета наук о материалах МГУ.
В 1983 году «за теоретическое и экспериментальное исследование примесных электронных состояний в твёрдом теле» Л. И. Рябова становится лауреатом Премии Ленинского комсомола в области науки и техники.

## Награды
- Премии Ленинского комсомола в области науки и техники (1983 — «за теоретическое и экспериментальное исследование примесных электронных состояний в твёрдом теле»)[5][6]